# Collinwood (Tennessee)
Collinwood es una ciudad ubicada en el condado de Wayne en el estado estadounidense de Tennessee. En el Censo de 2010 tenía una población de 982 habitantes y una densidad poblacional de 134,59 personas por km².

## Geografía
Collinwood se encuentra ubicada en las coordenadas 35°10′29″N 87°44′37″O / 35.17472, -87.74361. Según la Oficina del Censo de los Estados Unidos, Collinwood tiene una superficie total de 7.3 km², de la cual 7.3 km² corresponden a tierra firme y (0%) 0 km² es agua.

## Demografía
Según el censo de 2010, había 982 personas residiendo en Collinwood. La densidad de población era de 134,59 hab./km². De los 982 habitantes, Collinwood estaba compuesto por el 96.03% blancos, el 0.1% eran afroamericanos, el 0.41% eran amerindios, el 0.2% eran asiáticos, el 0.31% eran isleños del Pacífico, el 1.93% eran de otras razas y el 1.02% pertenecían a dos o más razas. Del total de la población el 3.36% eran hispanos o latinos de cualquier raza.